# Robert-Lionel Séguin
Pour les articles homonymes, voir Seguin.
Robert-Lionel Séguin, né le 7 mars 1920 à Rigaud (Québec) et mort en 1982, est un écrivain, ethnologue et historien québécois. Il a écrit une vingtaine de livres, surtout à propos de la culture matérielle et sur l'histoire de la Nouvelle-France. À partir de 1963, il joint la Société des Dix, soit la même année que Jean-Charles Bonenfant. Ses recherches sont publiées dans une douzaine de volumes Les cahiers des Dix.

## Biographie
Robert-Lionel Séguin est le fils d'Omer Séguin, restaurateur, et de Marie-Jeanne Séguin. Son père quitte sa mère un an après leur mariage puis vit en ermite dans la forêt. Au cours de sa vie, Robert-Lionel Séguin accumule plus de 35 000 objets représentant la culture matérielle des Québécois.

## Collection
L'Université du Québec à Trois-Rivières fait l’acquisition d'une partie de sa collection en 1983. En 1991, la gestion et la valorisation de cette collection sont confiés au Musée des arts et traditions populaires, maintenant le Musée Pop. Le musée possède 22 000 artefacts provenant de la collection de Séguin.

## Quelques ouvrages
- 1959 - L'équipement de ferme canadienne aux XVIIe et XIXe siècles
- 1959 - La sorcellerie au Canada français du XVIIe et XIXe siècles
- 1967 - La civilisation traditionnelle de l'"habitant" aux XVIIe et XVIIIe siècles
- 1969 - Les jouets anciens du Québec, éditions Leméac
- 1972 - Les ustensiles en Nouvelle-France
- 1973 - L'esprit révolutionnaire dans l'art québécois
- 1976 - L'injure en Nouvelle-France
- 1986 - La danse traditionnelle au Québec
- 1989 - L'équipement aratoire et horticole du Québec ancien

## Honneurs
- 1963 - Société des Dix
- 1967 - Prix du Gouverneur général du Canada, La civilisation traditionnelle de l'"Habitant" aux XVIIe et XVIIIe siècles
- 1973 - Prix Jean-Hamelin, La vie libertine en Nouvelle-France au XVIIe siècle
- 1975 - Prix Ludger-Duvernay

## Postérité
- Le bâtiment abritant auparavant l'hôtel de ville de Rigaud et maintenant la bibliothèque municipale se nomme Robert-Lionel-Séguin[3],[4].
- Un chemin à Rigaud ainsi qu'une avenue et un parc à Québec ont été nommés en son honneur[5],[6],[7].

- À Trois-Rivières, la réserve ouverte du Musée québécois de culture populaire est nommée en son honneur[8].

- Le prix Robert-Lionel-Séguin est créé en 1984 par l’Association des propriétaires et amis des maisons anciennes du Québec (APMAQ). Ce prix souligne la contribution exemplaire d’une personne qui, par la restauration, l’animation, l’enseignement ou la production d’écrits, a œuvré à la sauvegarde et à la mise en valeur du patrimoine bâti du Québec.

- Une avenue et un parc ont été nommés en son honneur, en 1985, dans l'ancienne ville de Cap-Rouge, maintenant présents dans la ville de Québec.